# Elles (film, 1997)
Pour les articles homonymes, voir Elle.
Pour plus de détails, voir Fiche technique et Distribution.
Elles est un film franco-belgo-luxembourgeois réalisé par Luís Galvão Teles (pt) et sorti en 1997.

## Synopsis
Cinq femmes ayant passé la quarantaine font face ensemble aux difficultés et aux bonheurs de la vie.

## Fiche technique
- Réalisation : Luís Galvão Teles (pt)
- Scénario : Don Bohlinger, Luís Galvão Teles
- Production :  Artémis Productions, Canal+, Esicma S.R.L.
- Photographie : Alfredo Mayo
- Musique : Alejandro Massó
- Montage : Regina Bärtschi, Jacques Witta
- Lieu de tournage : Lisbone
- Durée : 115 minutes
- Dates de sortie :  
  - 17 octobre 1997 (Luxembourg)
  - 12 mars 1998 (Allemagne)
  - 12 août 1998 (France)

## Distribution
- Miou-Miou : Eva
- Carmen Maura : Linda
- Marthe Keller : Barbara
- Marisa Berenson : Chloé
- Guesch Patti : Branca
- Joaquim de Almeida : Gigi
- Didier Flamand : Edgar
- Morgan Perez : Luis
- Florence Loiret Caille : Rita
- Mapi Galán : Raquel

## Critique
Pour Télérama, les cinq actrices sont un « échantillon représentatif de leur tranche d'âge et du segment socioculturel Elle-Marie-Claire », et « Miou-Miou et Marthe Keller parvenant même à être justes et émouvantes ».